# Tarik Əliyev
Tarik İsmayıl oğlu Əliyev (Tarik Ismail oglu Aliyev; * unbekannt) ist ein aserbaidschanischer Diplomat.

## Diplomatische Laufbahn
Əliyev wurde vom Präsidenten der Republik Aserbaidschan am 29. September 2004 der Rang eines außerordentlichen und bevollmächtigten Botschafters der Republik Aserbaidschan verliehen und zum Botschafter in der Französischen Republik ernannt. Mit Erlass des Präsidenten der Republik Aserbaidschan vom 23. Juni 2008 wurde er zum außerordentlichen und bevollmächtigten Botschafter im Fürstentum Monaco mit Sitz in Paris ernannt. Əliyev wurde am 6. Januar 2010 aus beiden Ländern – Frankreich und Monaco – abberufen.
Mit Erlass des Präsidenten der Republik Aserbaidschan vom 5. September 2012 wurde er zum außerordentlichen und bevollmächtigten Botschafter der Republik Aserbaidschan im Königreich Marokko  mit Sitz in Rabat ernannt. Mit Erlass des Präsidenten der Republik Aserbaidschan vom 25. September 2012 wurde er zum ständigen Vertreter der Islamischen Organisation für Bildung, Wissenschaft und Kultur (ISESCO) der Republik Aserbaidschan ernannt.
Laut Beschluss vom 31. Oktober 2012 mit Sitz in der Rabat, gleichzeitig in der Republik Tunesien der Republik Aserbaidschan, laut Beschluss vom 11. Dezember 2012 in der Republik Portugal, der Republik Senegal und der Republik Gambia, gemäß der Verordnung vom Januar 2013 wurde er gleichzeitig zum außerordentlichen und bevollmächtigten Botschafter in der Islamischen Republik Mauretanien ernannt und gemäß der Verordnung vom 27. Februar 2013 gleichzeitig an die Republik Mali.
Əliyev wurde durch Dekret des Präsidenten der Republik Aserbaidschan vom 23. Dezember 2016 von seinem Amt in der Tunesischen Republik abberufen.